# Lynndie England
Lynndie Rana England (født 8. november 1982) er en kvindelig amerikansk krigsforbryder, som i september 2005 blev dømt tre års fængsel for mishandling og tortur af fanger i Abu Ghraib-fængslet og uanstændig opførsel.
Lynndie blev født i Ashland, Kentucky i USA og voksede op i Fort Ashby, West Virginia, som datter af en jernbanearbejder.